# 北岛褐几维
，是鹬鸵目鹬鸵科的一种鸟类，栖息在密集的高大的树木组成的森林中，与褐几维曾被视为同一物种。北岛褐几维身长40厘米，雌性体重2.6千克，雄性体重2.0千克。北岛褐几维在其分布区内为留鸟，其食性为肉食性，主要食物来源是陆生无脊椎动物。分布于北岛（新西兰）。